# Município de Scott (condado de Brown, Ohio)
O município de Scott (em inglês: Scott Township) é um município localizado no condado de Brown no estado estadounidense de Ohio. No ano de 2010 tinha uma população de 1.294 habitantes e uma densidade populacional de 23,66 pessoas por km².

## Geografia
O município de Scott encontra-se localizado nas coordenadas 38° 56′ 59″ N, 83° 54′ 29″ O. Segundo a Departamento do Censo dos Estados Unidos, o município tem uma superfície total de 54.7 km², da qual 54,7 km² correspondem a terra firme e (0 %) 0 km² é água.

## Demografia
Segundo o censo de 2010, tinha 1.294 habitantes residindo no município de Scott. A densidade populacional era de 23,66 hab./km². Dos 1.294 habitantes, o município de Scott estava composto pelo 98,69 % brancos, o 0,54 % eram afroamericanos, o 0,23 % eram amerindios, o 0,08 % eram asiáticos e o 0,46 % eram de uma mistura de raças. Do total da população o 0,54 % eram hispanos ou latinos de qualquer raça.